# Leucophysalis grandiflora
Leucophysalis grandiflora är en potatisväxtart som först beskrevs av William Jackson Hooker, och fick sitt nu gällande namn av Per Axel Rydberg. Leucophysalis grandiflora ingår i släktet Leucophysalis och familjen potatisväxter. Inga underarter finns listade i Catalogue of Life.